# Station Hamme

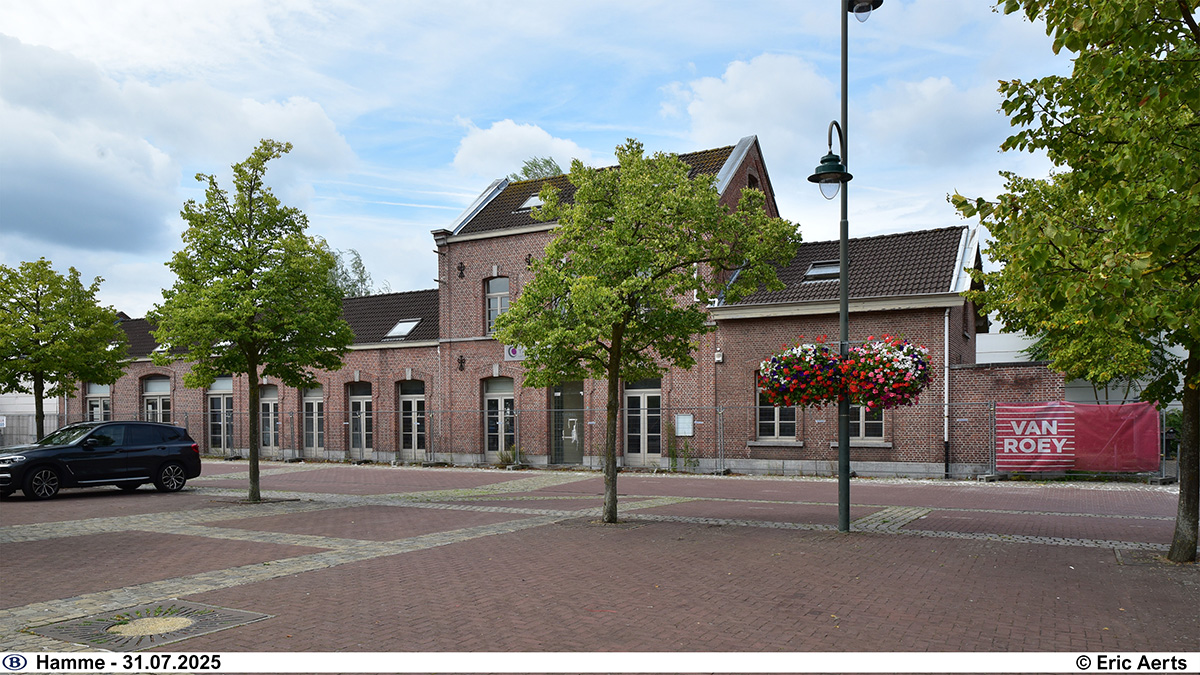

Het station Hamme is een voormalig spoorwegstation in de gelijknamige gemeente Hamme op de eveneens voormalige spoorlijn 56 (Dendermonde-Sint-Niklaas).
Het gerestaureerde stationsgebouw wordt nu door het bedrijf Tasibel als kantoor gebruikt.
2,7: Grembergen-Moerzeke ·
6,7: Hamme ·
8,4: Sombeke ·
10,3: Waasmunster ·
14,3: Belsele-Dorp ·
17,8: Sint-Niklaas-West ·
19,0: Sint-Niklaas